# Prestonia tomentosa
Prestonia tomentosa är en oleanderväxtart som beskrevs av Robert Brown. Prestonia tomentosa ingår i släktet Prestonia och familjen oleanderväxter. Inga underarter finns listade i Catalogue of Life.